# 三橋貴明
三橋 貴明（みつはし たかあき、本名：中村 貴司〈なかむら たかし〉、1969年〈昭和44年〉11月22日 - ）は、日本の中小企業診断士、経済評論家。株式会社経世論研究所（旧三橋貴明事務所）代表取締役社長、一般社団法人国家ビジョン研究会経済財政金融分科会副会長。

## 略歴
千葉県立船橋東高等学校、東京都立大学経済学部卒業。ノーテル、日本電気、日本IBMなどで勤務し、2008年に三橋貴明診断士事務所、2009年に株式会社三橋貴明事務所（現：経世論研究所）を開業する。2ちゃんねるでハンドルネーム「三つ子の赤字神」として評論している。2010年7月、第22回参議院議員通常選挙に自由民主党公認で比例代表（非拘束名簿式）に立候補し落選。

## 主張・活動
自身について「保守派」「リフレ派」と名乗ったことはなく、自身が「○○派」と意識したことはないとしている。
人権擁護法や外国人参政権に反対の立場をとっている。毎日新聞2010年参院選候補者アンケートでは「選択的夫婦別姓制度」に対し「反対」と回答した。2008年にはその主張を元にしたディストピア小説 『新世紀のビッグブラザーへ』を発表している。
原子力発電所については、安全性を確保した上で稼働させていくべきという立場をとっている。反原発運動を行っている人に対しても、懐疑的な立場をとっている。将来的な脱原発には賛成する。
2012年9月12日に安倍晋三が自由民主党総裁選挙への出馬を正式に表明すると、13日のブログに「三橋貴明は安倍晋三元総理を支持します」と記した。総裁選で「安倍晋三総理大臣を求める民間人有志の会」発起人に名を連ねた。アベノミクスを肯定的に評価し、安倍氏の持病について言及したマスメディアを「人権侵害」と批判した。環太平洋戦略的経済連携協定（TPP）に反対で、安倍がTPP交渉に参加を表明した時に「それはマスメディアの歪曲」と批判した。2013年10月に、構造改革特区構想や雇用規制緩和など規制改革の進め方を批判して第2次安倍内閣を「レントシーキング内閣」と表現し、「有権者から選ばれた国会議員や閣僚は、「抵抗勢力」として議論にすら参加させない。こんな手法がまかり通るのでは、「日本の民主主義は終わりだ」と一転批判した。

### マスメディア
デフレーション脱却に反対している一部のメディアを批判し、『マスゴミ崩壊』を著すなどマスメディア全般に批判的である。「日本は輸出依存度が高い」と主張する新聞は、「どこの国と比べて高いのか」といった対象が示されておらず「日本は外需依存国家」と表現するのは間違っていると批判している。

### その他
身長184.5cm。
一時期、幸福の科学出版『ザ・リバティ』へ寄稿していたが、「三橋貴明は幸福の科学とは何の関係もなく、そもそもこの宗教と創価学会の違いさえ知りません」と自身でブログで述べるなど、宗教については興味が無いとしている。
室谷克実との対談で韓国起源説について、「『何でも韓国起源にする』という話では、桜のソメイヨシノがあります。韓国人にいわせれば、ソメイヨシノは済州島起源らしい。しかし、ソメイヨシノは自生しない種で、接ぎ木でしか育ちません（笑）。オオシマザクラとエドヒガンの接合したもので、それを知らずに、『ソメイヨシノは済州島の自生植物』といっている。哀れです」「まぁ無知だけれども、それで国が潰れる心配はありません。ウソはもっと性質が悪い。ほらを吹いてまでソメイヨシノを韓国起源にしたがるほうが深刻です」「日本刀と剣道、柔道、合気道、茶道、華道、折り紙、清酒、納豆。みんな『韓国人が創設した、開発した』という。対象は日本の文化に限らず、漢字も韓国人の発明であり、孔子はじつは韓民族だったという」と批判している。
歌手・政治家のさやは経世論研究所の社員であり「コロナ禍以降、収入が超不安定になってしまったため、弊社の社員になってもらった」「副業OKなので、さやさんの個人的な仕事は弊社の売り上げにならない」と話している。

## 経済
財政健全化政策やグローバリズムを批判している。日本の財政赤字については、デフレーションから脱却すれば結果的に基礎的財政収支（プライマリー・バランス）は放っておいても改善すると主張している。財政再建の進捗具合は名目GDP比の債務比率で判断すべきと主張している。国内向けの負債残高がどれだけ膨大になったとしても、政府が債務不履行に陥らないということは、ハイパーインフレになってもデフォルトしなかったジンバブエの事例が証明していると主張している。銀行預金の運用先がないのは、民間企業の資金需要がないためであると主張している。

### インフレ期とデフレ期
デフレには反対の立場で、TPPなどの自由貿易協定の参加についても「更に物価が下がっていく」と主張し、批判的である。デフレを解決することが最優先課題であるとし、内需拡大こそ重要であるとしている。
インフレ期とデフレ期では経済現象や適切な経済政策がほとんど正反対になるとしている。緊縮財政、増税、規制緩和、自由貿易などは、インフレを抑制するための政策としている。

### インフレと円高
物価が下がっていくデフレは個人消費を押し下げるため、消費者物価指数（以下CPI）が2%超上昇することが必須という立場をとっている。CPI上昇の結果、完全失業率も下がり、内部留保がある企業は賃上げしていくと予測している。
円安には否定的な立場をとっており、中小企業の収益力を落とし内需の成長率も低下させると予測している。円安を主張する人には、内需を増やすべきだと反論している。
1ドル95円程度の円高になれば、日本国外からの輸入品の価格が下がるため、消費者の購買力が高まると主張している。日本国外企業への直接投資をしやすくなるから、円高は企業活動にとってもプラスに働くと主張している。
ただし一方で、「円高なら円高なりに、円安なら円安なりに国家が繁栄するモデルを志向するべきである」とも述べている。また、円高を緩和するには、市場に円を大量に流通させるべきだと主張している。2011年の時点で、 円高是正のために、日本銀行が目標を定め持続的な量的金融緩和政策を継続させることが必要であるとしていた。
2009年の時点ではビッグマック指数という指数では適正な為替レートは1ドル80円台前半が妥当であり、1ドル100円といった「超円安」の状態は暴論に近いと著書で述べている。

### 世界経済に対する見解
アメリカ経済の場合、ドルを基軸とする通貨制度もいつか終わると予測している。
ヨーロッパ経済に対しては、緊縮財政政策をするべきではないと主張している。2012年現在のスペインはバブルが崩壊したことで総需要が収縮しているため、フィリップス曲線から失業率の改善には相応のインフレ率は欠かせないと主張している。インフレ率を上昇させる政策をとらないギリシャやスペインは、スイスや日本同様に深刻なデフレで失業率は世界恐慌期を上回ることになると主張している。

### デフレーション
デフレーションは貨幣現象ではないと主張している。デフレーションとは、財やサービスへの消費・投資としての支出＝総需要が、供給能力に対して不足する経済現象、だと述べている。

### 韓国有名ネットカリスマの経済予想への影響？
2008年、韓国で「ミネルバ」という匿名のネットブロガーがリーマン・ブラザーズ破綻を5日前に予言したとして評判となった。彼の経済見通しは次々にあたるとして、アクセスが集中、一部大学教授らからも激賞され、カリスマ的人気を博した。彼がネットに出した記述のために為替市場のドル買いが起き、通貨当局は20億ドルを投じてウォンを買い支えなければならなくったとの容疑で、2009年1月にミネルバは逮捕され、正体は失業中の30歳の独身男性であったと判明した。ミネルバは、経済は独学で、予言はネットの経済サイトやブログから集めつなぎ合わせたものであったという。三橋は、韓国経済を国際収支などから分析し、通貨危機の可能性を指摘した著書を2007年に出版していたため、ミネルバは三橋を参考にしたのではないかと韓国内で評判となった。なお、三橋は、ミネルバのせいで為替投機が起きたなどとするのは韓国政府が過敏反応にすぎると語っている。

## 不祥事
2018年1月6日に妻への傷害容疑で逮捕。高輪警察署によると、2018年1月5日に自宅マンションで妻と口論になり、足をかけて転倒させ、顔を平手で殴る、腕にかみつくなどして、約1週間のけがを負わせた。その後、妻が警察に「夫から暴力をふるわれた」と通報し、駆けつけた警察官が事情を聴き、同署が妻からの被害届を受理して逮捕した。ただし逮捕後に妻が被害届を取り下げ、夫婦間で示談も成立したため、同年2月6日に高輪警察署は三橋を不起訴処分とした。後のインタビューで、三橋は本件について「一方的なドメスティックバイオレンス（DV）ではなく、あくまで夫婦喧嘩がエスカレートしただけ」としている。

## 著作

### 単著
- 『本当はヤバイ！韓国経済 迫り来る通貨危機再来の恐怖』彩図社、2007年7月。ISBN 978-4-88392-600-8。
- 『トンデモ！韓国経済入門 歪んだ資本主義はどこへ向かうのか！？』PHP研究所〈PHP paperbacks〉、2008年1月。ISBN 978-4-569-69659-1。
- 『本当にヤバイ！中国経済 バブル崩壊の先に潜む双頭の蛇』彩図社、2008年5月。ISBN 978-4-88392-641-1。
- 『ドル崩壊！ 今、世界に何が起こっているのか？』渡邉哲也 監修、彩図社、2008年9月。ISBN 978-4-88392-658-9。
- 『崩壊する世界 繁栄する日本 「国家モデル論」から解き明かす』扶桑社、2009年3月。ISBN 978-4-594-05901-9。
- 『本当はヤバくない日本経済 破綻を望む面妖な人々』幻冬舎、2009年4月。ISBN 978-4-344-01666-8。
- 『新世紀のビッグブラザーへ』PHP研究所、2009年7月。ISBN 978-4-569-77141-0。
- 『ジパング再来 大恐慌に一人勝ちする日本』講談社、2009年8月。ISBN 978-4-06-215615-8。
- 『マスゴミ崩壊 さらばレガシーメディア』扶桑社、2009年9月。ISBN 978-4-594-06043-5。
- 『中国経済・隠された危機 「世界経済の救世主」のウソを暴く』PHP研究所〈Voice select〉、2009年9月。ISBN 978-4-569-70964-2。
- 『高校生でもわかる日本経済のすごさ！』廣宮孝信 監修、彩図社、2009年9月。ISBN 978-4-88392-706-7。
- 『本当にヤバイ!欧州経済』彩図社、2009年11月。ISBN 978-4-88392-709-8。
- 『経済ニュースの裏を読め！ 先行き不透明な時代に、押さえておきたい56の知識』TAC出版事業部、2009年12月。ISBN 978-4-8132-3542-2。 - 索引あり。
- 『日本経済を凋落させた七人 「失われた20年」を検証する！』飛鳥新社〈家族で読めるfamily book series 020.たちまちわかる最新時事解説〉、2009年12月。ISBN 978-4-87031-977-6。
- 『民主党政権で日本経済が危ない！本当の理由』アスコム、2009年12月。ISBN 978-4-7762-0573-9。
- 『超売れっ子2ちゃん出身作家が明かす ネットでビジネスに成功する方法』彩図社、2010年1月。ISBN 978-4-88392-717-3。
- 『ドル凋落 アメリカは破産するのか』宝島社〈宝島社新書 309〉、2010年3月。ISBN 978-4-7966-7595-6。 - 並列シリーズ名：Takarajimasha shinsho。
- 『日本を変える5つの約束』彩図社、2010年5月。ISBN 978-4-88392-737-1。
- 『日本の未来、ほんとは明るい！』ワック〈Wac bunko B-126〉、2010年6月。ISBN 978-4-89831-626-9。
- 『日本のグランドデザイン　世界一の潜在経済力を富に変える4つのステップ』講談社、2010年6月。ISBN 978-4-06-216316-3。
- 『いつまでも経済がわからない日本人 「借金大国」というウソに騙されるな』徳間書店、2010年6月。ISBN 978-4-19-862971-7。
- 『経済ニュースが10倍よくわかる　「新」日本経済入門　目からウロコの経済の読み方』アスコム〈アスコムBOOKS 003〉、2010年7月。ISBN 978-4-7762-0618-7。
- 『4万2246票 参院選に自民党から立候補――無謀な戦いの全記録』扶桑社、2010年11月。ISBN 978-4-594-06302-3。
- 『今、世界経済で何が起こっているのか？』彩図社、2010年12月。ISBN 978-4-88392-775-3。
- 『経済ニュースが10倍よくわかる　日本経済のカラクリ　円高がわかれば日本経済がわかる』アスコム〈アスコムBOOKS 010〉、2010年12月。ISBN 978-4-7762-0644-6。
- 『中国がなくても、日本経済はまったく心配ない！』ワック〈Wac bunko B-137〉、2010年12月。ISBN 978-4-89831-637-5。
- 『デフレ時代の富国論 世界同時バランスシート不況と日本の時代の到来』ビジネス社、2011年2月。ISBN 978-4-8284-1629-8。
- 『サムスン栄えて不幸になる韓国経済』青春出版社、2011年3月。ISBN 978-4-413-03791-4。
- 『歴代総理の経済政策力 グランドビジョンを知れば経済がわかる』イースト・プレス〈知的発見！BOOKS 004〉、2011年4月。ISBN 978-4-7816-0589-0。
- 『日本の大復活はここから始まる！ 目からウロコの経済成長論』小学館、2011年4月。ISBN 978-4-09-388177-7。
- 『経済ニュースの裏を読め！』 世界経済編、TAC出版事業部、2011年4月。ISBN 978-4-8132-4153-9。 - 索引あり。
- 『日本経済、復興と成長の戦略』朝日新聞出版、2011年5月。ISBN 978-4-02-330933-3。
- 『何があっても日本経済は破綻しない！本当の理由』アスコム、2011年6月。ISBN 978-4-7762-0672-9。
- 『「震災大不況」にダマされるな！ 危機を煽る「経済のウソ」が日本を潰す』徳間書店、2011年6月。ISBN 978-4-19-863197-0。
- 『世界でいちばん！日本経済の実力』海竜社、2011年8月。ISBN 978-4-7593-1194-5。
- 『黄金の復興計画 成長を阻む道路不要論から脱却せよ』角川書店(出版) 角川グループパブリッシング(発売)、2011年8月。ISBN 978-4-04-885104-6。
- 『経済と国家がわかる 国民の教養』扶桑社、2011年9月。ISBN 978-4-594-06469-3。
- 『大マスコミ 疑惑の報道』飛鳥新社、2011年9月。ISBN 978-4-86410-110-3。
- 『2012年大恐慌に沈む世界甦る日本』徳間書店、2011年10月。ISBN 978-4-19-863277-9。
- 『増税のウソ』青春出版社〈青春新書 PI-338.インテリジェンス〉、2011年11月。ISBN 978-4-413-04338-0。 - 下位シリーズの並列シリーズ名：INTELLIGENCE。
- 『［図解］ 三橋貴明の「日本経済」の真実がよくわかる本』PHP研究所、2011年12月。ISBN 978-4-569-80058-5。
- 『ユーロ崩壊！ 欧州危機と日本そして世界』彩図社、2012年3月。ISBN 978-4-88392-843-9。
- 『メディアの大罪 テレビ、新聞はなぜ「TPP戦争」を伝えないのか』PHP研究所、2012年3月。ISBN 978-4-569-80112-4。
- 『日本人がだまされ続けている税金のカラクリ』海竜社、2012年3月。ISBN 978-4-7593-1234-8。
- 『悲観論に踊らされるな！ニッポン経済集中講義』技術評論社、2012年5月。ISBN 978-4-7741-5052-9。
- 『日本は「国債破綻」しない！ ソブリンリスクとデフレ経済の行方』実業之日本社、2012年5月。ISBN 978-4-408-10939-8。
- 『〈図解〉それでも、日本経済が世界最強という真実』ワック、2012年5月。ISBN 978-4-89831-185-1。
- 『ジャパン・コンセンサス ＝JAPAN CONSENSUS 国民を豊かにする「最強」の経済政策』あ・うん、2012年5月。ISBN 978-4-904891-11-7。
- 『真説日本経済』ベストセラーズ、2012年6月。ISBN 978-4-584-13420-7。
- 『グローバル経済に殺される韓国 打ち勝つ日本』徳間書店、2012年6月。ISBN 978-4-19-863406-3。
- 『ぼくらの日本』扶桑社、2012年8月。ISBN 978-4-594-06652-9。
- 『日本経済を殺した真犯人はだれだ！？』マガジンハウス、2012年9月。ISBN 978-4-8387-2483-3。 - 文献あり。
- 『喝！20年デフレ！！ ＝Kah-ts！20Years Deflation！』あ・うん、2012年10月。ISBN 978-4-904891-14-8。 - 文献あり。
- 『2013年大転換する世界 逆襲する日本』徳間書店、2012年11月。ISBN 978-4-19-863507-7。
- 『脱グローバル化が日本経済を大復活させる』青春出版社、2012年12月。ISBN 978-4-413-03868-3。
- 『いよいよ、韓国経済が崩壊するこれだけの理由（わけ）』ワック〈WAC BOOK〉、2013年1月。ISBN 978-4-89831-198-1。
- 『経済の自虐主義を排す 日本の成長を妨げたい人たち』小学館〈小学館101新書 156〉、2013年2月。ISBN 978-4-09-825156-8。
- 『防災立国 命を守る国づくり』潮出版社、2013年3月。ISBN 978-4-267-01929-6。
- 『日本経済は、中国がなくてもまったく心配ない』ワック〈WAC BOOK〉、2013年3月。ISBN 978-4-89831-402-9。
- 『アベノミクスで超大国日本が復活する！』徳間書店、2013年3月。ISBN 978-4-19-863577-0。
- 『目覚めよ！日本経済と国防の教科書』中経出版、2013年4月。ISBN 978-4-8061-4698-8。
- 『日本大復活の真相』あさ出版、2013年6月。ISBN 978-4-86063-614-2。
- 『だから、日本経済が世界最強というこれだけの理由（わけ）』ワック〈WAC BOOK〉、2013年6月。ISBN 978-4-89831-407-4。
- 『ニュースに騙されない！日本経済の真実 正しい経済政策で日本は大復活する』日本文芸社、2013年8月。ISBN 978-4-537-26042-7。
- 『ミャンマー驚きの素顔 現地取材アジア最後のフロンティア』実業之日本社、2013年9月。ISBN 978-4-408-11020-2。
- 『「TPP参加」を即刻やめて「エネルギー安全保障」を強化せよ！ 安倍総理「瑞穂の国の資本主義」への直言』マガジンハウス、2013年9月。ISBN 978-4-8387-2605-9。
- 『国富新論 〈奪い合う経済〉からの脱却』扶桑社、2013年9月。ISBN 978-4-594-06905-6。
- 『2014年世界連鎖破綻と日本経済に迫る危機』徳間書店、2013年11月。ISBN 978-4-19-863703-3。
- 『図解逆説の経済学 メディア・評論家に歪められた真実』遊タイム出版、2013年12月。ISBN 978-4-86010-339-2。
- 『学校では絶対に教えてくれない僕たちの国家』TAC出版事業部、2014年1月。ISBN 978-4-8132-5585-7。
- 『愚韓新論 断末魔の経済と狂乱反日の結末』飛鳥新社、2014年2月。ISBN 978-4-86410-310-7。
- 『三橋貴明の日本を豊かにする経済学』ワック、2014年4月。ISBN 978-4-89831-422-7。
- 『G0.5の世界 グローバル経済から国民経済への大転換』日本文芸社、2014年5月。ISBN 978-4-537-26082-3。
- 『移民亡国論 日本人のための日本国が消える！』徳間書店、2014年6月。ISBN 978-4-19-863815-3。 - 文献あり。
- 『あなたの所得を倍増させる経済学』講談社、2014年7月。ISBN 978-4-06-218872-2。
- 『マスコミが絶対に伝えない「原発ゼロ」の真実』TAC出版事業部、2014年7月。ISBN 978-4-8132-5773-8。 - 文献あり。
- 『原発再稼働で日本は大復活する!』KADOKAWA、2014年10月。ISBN 978-4-04-600946-3。
- 『2015年暴走する世界経済と日本の命運』徳間書店、2014年11月。ISBN 978-4-19-863879-5。
- 『黄金の拘束衣を着た首相 なぜ安倍政権は緊縮財政・構造改革を推進するのか マクロ経済政策入門』飛鳥新社、2015年2月。ISBN 978-4-86410-391-6。
- 『中国との貿易をやめても、まったく日本は困らない! 中国経済の真実』ワック〈WAC BUNKO B-213〉、2015年2月。ISBN 978-4-89831-713-6。
- 『繁栄の絶対法則　「安全保障」を強化してこそ日本経済は大成長する』PHP研究所、2015年3月。ISBN 978-4-569-82398-0。
- 『超技術革命で世界最強となる日本』徳間書店、2015年5月。ISBN 978-4-19-863944-0。 - 文献あり。
- 『亡国の農協改革　日本の食料安保の解体を許すな』飛鳥新社、2015年9月。ISBN 978-4-86410-438-8。
- 『亡国の新帝国主義（グローバリズム）　ドイツ第四帝国の支配と崩壊　日本人に緊急警告！』ヒカルランド、2015年10月。ISBN 978-4-86471-317-7。
- 『2016年中国・ユーロ同時破綻で瓦解する世界経済勝ち抜ける日本』徳間書店、2015年11月。ISBN 978-4-19-864047-7。
- 『中国崩壊後の世界』小学館〈小学館新書 246〉、2015年12月。ISBN 978-4-09-825246-6。
- 『日本「新」社会主義宣言　「構造改革」をやめれば再び高度経済成長がもたらされる』徳間書店、2016年2月。ISBN 978-4-19-864022-4。
- 『生産性を高めるために私がしていること、考えていること』たかまつなな 聞き手、PHP研究所、2016年3月。ISBN 978-4-569-82796-4。
- 『日本が世界をリードする第4次産業革命　これから始まる仕事・社会・経済の大激変』徳間書店、2016年5月。ISBN 978-4-19-864153-5。
- 『全国民が豊かになる最強の地方創生　交通インフラの整備で日本は爆発的に成長する！』日本文芸社、2016年6月。ISBN 978-4-537-26146-2。
- 『プロのグラフ仕事　伝えるためのExcelエッセンス』技術評論社、2016年7月。ISBN 978-4-7741-8213-1。
- 『あなたの常識を論破する経済学　指標が物語るウソと真実』経済界〈経済界新書 053〉、2016年9月。ISBN 978-4-7667-2063-1。
- 『2017年アメリカ大転換で分裂する世界立ち上がる日本』徳間書店、2016年12月。ISBN 978-4-19-864294-5。
- 『日本人が本当は知らないお金の話』ヒカルランド〈Knock-the-knowing 020〉、2016年12月。ISBN 978-4-86471-449-5。
- 『中国不要論』小学館〈小学館新書 283〉、2017年2月。ISBN 978-4-09-825283-1。
- 『今や世界5位「移民受け入れ大国」日本の末路　「移民政策のトリレンマ」が自由と安全を破壊する』徳間書店、2017年5月。ISBN 978-4-19-864404-8。
- 『生産性向上だけを考えれば日本経済は大復活する　シンギュラリティの時代へ』彩図社、2017年6月。ISBN 978-4-8013-0227-3。
- 『2018年戦争へ向かう世界日本経済のラストチャンス』徳間書店、2017年11月。ISBN 978-4-19-864510-6。
- 『財務省が日本を滅ぼす』小学館、2017年11月。ISBN 978-4-09-388579-9。
- 『日本を破壊する種子法廃止とグローバリズム ＝ The Main Crop Seeds Act ＆ Globalism destroys Japan』彩図社、2018年4月。ISBN 978-4-8013-0289-1。
- 『日本経済2020年危機 経済学の「嘘」が日本を滅ぼす』経営科学出版、2018年10月。ISBN 978-4-905319-28-3。
- 『帝国対民主国家の最終戦争が始まる 三橋貴明の地政経済学』ビジネス社、2018年11月。ISBN 978-4-8284-2059-2。
- 『知識0からわかるMMT入門』経営科学出版、 2019年1月。ISBN 978-4905319351

- 『明治維新の大嘘 99%の日本人が知らない「司馬遼太郎の日本史」の罠』経営科学出版、2019年3月。ISBN 978-4-905319-32-0。
- 『亡国のメガロポリス 日本を滅ぼす東京一極集中と復活への道』彩図社、2019年4月。ISBN 978-4-8013-0366-9。
- 『米中覇権戦争残酷な未来透視図 世界を救う最後のトリデは日本だった!』ビジネス社、2019年5月。ISBN 978-4-8284-2093-6。
- 『国民を豊かにする令和の政策大転換 現代貨幣理論が日本を救う』ビジネス社、2019年9月。ISBN 978-4-8284-2131-5。
- 『2021年第2次世界大恐慌と日本の危機 このままでは安倍政権の大嘘で日本が沈没する』経営科学出版、2020年5月。ISBN 978-4-905319-37-5。
- 『自民党の消滅 = THE END OF LIBERAL DEMOCRATIC PARTY』ベストセラーズ、2020年7月。ISBN 978-4-584-13968-4。
- 『日本をダメにした財務省と経団連の欺瞞』小学館、2020年7月。ISBN 978-4-09-388776-2。
- 『竹中平蔵教授の「反日」経済学 日本に仕掛けられた3つの秘密工作』経営科学出版、2022年5月。ISBN 978-4905319610。
- 『財政破綻論の嘘 99%の日本人を貧乏にした国家的詐欺のカラクリ』経営科学出版、2022年5月。ISBN 978-4905319689。
- 『日本の没落を望む7人の反日主義者』経営科学出版、2022年5月。ISBN 978-4905319436。
- 『岸田総理の大嘘 メッキが剥がれた新しい資本主義』経営科学出版、2022年10月。ISBN 978-4905319924。

### 共著
- 石平 共著『中国経済がダメになる理由　サブプライム後の日中関係を読む』PHP研究所、2009年5月。ISBN 978-4-569-70758-7。
- 渡邉哲也 共著『完全にヤバイ！韓国経済』彩図社、2009年7月。ISBN 978-4-88392-700-5。
- 八木秀次 共著『「テレビ政治」の内幕　なぜマスメディアは本当のことを伝えないのか』PHP研究所、2010年3月。ISBN 978-4-569-77710-8。
- 日下公人 共著『アメリカ、中国、そして日本経済はこうなる』ワック〈Wac bunko B-120〉、2010年4月。ISBN 978-4-89831-620-7。
- 増田悦佐 共著『史上最強の都市国家ニッポン　逆・日本列島改造論』幸福の科学出版、2010年12月。ISBN 978-4-86395-083-2。
- 『就活女子大生ミユキと読み進めるマンガ　経済ニュースの裏を読め！』ハナツカシオリ マンガ、TAC出版事業部、2011年1月。ISBN 978-4-8132-4119-5。 - 索引あり。
- 農山漁村文化協会 編「TPPより急務は国債増発による内需拡大とデフレ脱却だ」『TPPと日本の論点』農山漁村文化協会〈農文協ブックレット 2〉、2011年4月。ISBN 978-4-540-10302-5。
- 三橋貴明 述 著「日本経済復活の条件」、「元気出せ！ニッポン」制作部 編著 編『元気出せ！ニッポン』 第1集 (日本を復興させる12人)、幸福の科学出版、2011年5月。ISBN 978-4-86395-119-8。
- 東谷暁、中野剛志 共著 著、中野剛志 責任編集 編『「TPP開国論」のウソ　平成の黒船は泥船だった』飛鳥新社、2011年5月。ISBN 978-4-86410-080-9。
- 室谷克実 共著『韓国人がタブーにする韓国経済の真実』PHP研究所、2011年7月。ISBN 978-4-569-79661-1。
- 高橋洋一 共著『大震災で日本は金持ちになるか、貧乏になるか』幻冬舎、2011年8月。ISBN 978-4-344-02035-1。
- 木下栄蔵 共著『経済学革命　復興債28兆円で日本は大復活！』彩図社、2011年8月。ISBN 978-4-88392-807-1。 - 文献あり。
- 水島総 編著『亡国最終兵器　TPP問題の真実』青林堂〈チャンネル桜叢書 vol.1〉、2011年8月。ISBN 978-4-7926-0435-6。 - 著者：関岡英之・長尾たかし・中野剛志・東谷暁・藤井孝男・三橋貴明・山田俊男。
- 上念司 共著『「日本経済ダメ論」のウソ　日本が絶対に破産しない、これだけの理由』イースト・プレス〈知的発見！BOOKS 009〉、2011年11月。ISBN 978-4-7816-0702-3。
- 渡邉哲也 共著『大恐慌情報の虚 （ウソ） と実（マコト）　緊急対談』李白社(出版) ビジネス社(発売)、2011年12月。ISBN 978-4-8284-1654-0。 - タイトル：大恐慌情報の虚と実。
- 中野剛志 共著『売国奴に告ぐ！　いま日本に迫る危機の正体』徳間書店、2012年2月。ISBN 978-4-19-863359-2。
- 長谷川慶太郎 共著『日本と世界はこう激変する　大恐慌終息へ！？』李白社(出版) ビジネス社(発売)、2012年4月。ISBN 978-4-8284-1664-9。
- 岩本沙弓 共著『これが日本経済《世界「超」最強》の仕組み　良識派VS常識派で徹底分析　なぜ日本は世界とこれほど違うのか』ヒカルランド、2013年2月。ISBN 978-4-86471-097-8。
- さかき漣 共著『真冬の向日葵　新米記者が見つめたメディアと人間の罪』海竜社、2012年9月。ISBN 978-4-7593-1262-1。 - 文献あり。
- 青山繁晴、須田慎一郎 共著『アベノミクスが激論で解けた！』小学館〈ポスト・サピオムック〉、2013年4月。ISBN 978-4-09-103159-4。
- 田母神俊雄 共著『強い経済が強い日本をつくる　熱論！平成の富国強兵論』海竜社、2013年7月。ISBN 978-4-7593-1297-3。
- 関岡英之 共著『検証・アベノミクスとTPP　安倍政権は「強い日本」を取り戻せるか』廣済堂出版、2013年10月。ISBN 978-4-331-51765-9。
- 中野剛志、柴山桂太・施光恒 共著 著「国民のパワーを結集して新政権後の日本をつくる」、森健インタビュー 編『反動世代　日本の政治を取り戻す』三橋貴明 述、講談社、2013年6月。ISBN 978-4-06-218330-7。
- 三橋貴明 述「国防の経済学」『激動のアジア・太平洋地域情勢と我が国の進路　第40回防衛セミナー講演集』隊友会〈防衛開眼 第40集 「日本の安全と平和を考える」シリーズ〉、2014年3月。
- 藤井聡 ほか「ゲーテと諭吉と土木. 公共事業不要論の虚妄」『築土構木の思想　土木で日本を建てなおす』三橋貴明・藤井聡 述、晶文社〈犀の教室Liberal Arts Lab〉、2014年7月。ISBN 978-4-7949-6816-6。
- 室谷克実 共著『「妄想大国」韓国を嗤う』PHP研究所、2014年4月。ISBN 978-4-569-81839-9。
- 渡邉哲也 共著『仁義（ルール）なき世界経済の不都合な真実　ぶっちゃけ話だからよくわかる！』ビジネス社、2014年6月。ISBN 978-4-8284-1755-4。
- 西尾幹二 責任編集 編『中国人国家ニッポンの誕生　移民栄えて国滅ぶ』ビジネス社、2014年11月。ISBN 978-4-8284-1780-6。 - 奥付の責任表示（誤植）：板東忠信。著者：関岡英之・河添恵子・坂東忠信・三橋貴明・河合雅司。
- 渡邉哲也 共著『世界同時非常事態宣言　トランプ以後の激変が始まった！』ビジネス社、2017年。ISBN 978-4-8284-1945-9。

### 監修
- 渡邉哲也『本当にヤバイ！欧州経済』三橋貴明 監修、彩図社、2009年11月。ISBN 978-4-88392-709-8。
- 廣宮孝信『さらば、デフレ不況　日本を救う最良の景気回復論』三橋貴明 監修、彩図社、2010年3月。ISBN 978-4-88392-733-3。
- さかき漣『コレキヨの恋文　新米女性首相が高橋是清に国民経済を学んだら』小学館、2012年4月。ISBN 978-4-09-386326-1。 - 年譜あり。
  - さかき漣『コレキヨの恋文』三橋貴明 企画・監修、PHP研究所〈PHP文庫 さ62-1〉、2015年2月。ISBN 978-4-569-76288-3。 - 小学館2012年刊の加筆・修正。
- 『〈図解〉三橋貴明のアベノミクス最終解読』三橋貴明 監修、アスペクト〈アスペクトムック〉、2013年8月。ISBN 978-4-7572-2224-3。
- さかき漣『顔のない独裁者　「自由革命」「新自由主義」との戦い』三橋貴明 企画・監修、PHP研究所、2013年11月。ISBN 978-4-569-80748-5。
- 『図解　今が地政学でわかる！リアルな新世界地図』三橋貴明 監修、メディアソフト〈MS MOOK〉、2017年6月。ISBN 978-4-86632-238-4。

### 原案
- 『希臘から来たソフィア』さかき漣 作、三橋貴明 原案、自由社、2013年3月。ISBN 978-4-915237-74-4。 - 文献あり。

## 出演

### テレビ
- ザ・ゴールデンアワー（TOKYO MX）- 2011年10月 - 2012年3月: 木曜日隔週レギュラー、2012年4月 - : 水曜日隔週レギュラー
- モーニングCROSS（TOKYO MX）- 2013年4月 - 不定期レギュラー
- なんでもカウンセリング 〜You＆Me〜（ラジオ関西、エフエム富士制作） - 不定期レギュラー
- 桜プロジェクト / 報道ワイド日本 Weekend（日本文化チャンネル桜）

キャスターとして不定期出演。コラム「三橋貴明の明るい経済教室」も担当。
- 日本よ、今...「闘論!倒論!討論!」（日本文化チャンネル桜）

パネリストとして不定期出演。
単発
- たかじんNOマネー(BLACK)（テレビ大阪）- 2013年7月20日、7月27日、8月17日、9月21日、11月23日、11月30日、2014年1月18日、2月15日、2月22日、3月8日、5月17日、6月21日、8月30日、2015年1月17日、1月24日
- 激論!コロシアム 〜これでいいのか?ニッポン〜（テレビ愛知）- 2013年8月31日、9月28日、11月9日、11月23日、12月21日、2014年5月10日、5月24日、7月5日、8月16日、12月6日、12月20日、2015年2月28日、3月14日

### ラジオ
- 夕やけ寺ちゃん 活動中（文化放送）- 2012年4月 - 2013年3月: 不定期レギュラー
- おはよう寺ちゃん 活動中（文化放送）- 2013年4月 - 2018年1月: 水曜レギュラー